# Tabernash
Tabernash är en census-designated place i Grand County i Colorado. Vid 2010 års folkräkning hade Tabernash 417 invånare.